# 李金真
李金真（韓語：이금진，1965年2月1日—），韩国女子篮球运动员。她曾代表韩国国家队参加1988年夏季奥林匹克运动会篮球比赛，获得第七名。她也曾参加1986年亚洲运动会。